# Le Gâvre
Le Gâvre é uma comuna francesa na região administrativa do País do Loire, no departamento de Loire-Atlantique. Estende-se por uma área de 53.58 km². Em 2010 a comuna tinha 1 854 habitantes (densidade: 34,6 hab./km²).